# Romeral de San Marcos
El romeral de San Marcos es un jardín ubicado en Segovia (Castilla y León, España), a los pies del alcázar de Segovia. Tiene una superficie de una media ha.
Este singular jardín lo inició en 1973 el paisajista uruguayo Leandro Silva Delgado, en un terreno donde fue aclimatando diversas especies vegetales de todo el mundo, y que configuró durante treinta años, hasta su fallecimiento el año 2000. El jardín se encuentra en una zona de fuerte pendiente, pero abrigada de los vientos del norte por un conjunto de rocas calizas. Allí estableció un sistema hidráulico de ascendencia islámica, con un aljibe octogonal de donde surgen diversos canalillos que transportan el agua a todos los rincones del jardín. 
Entre la vegetación destacan flores como rosas, nardos, lirios y jazmines, así como hayas, arces, tejos, tilos, y especies exóticas como ginkgos y bambúes; y, por supuesto, las matas de romero que dan nombre al lugar. Hay especies escogidas para cada época del año, que aportan constantes variedades cromáticas al jardín, no en vano su dueño era también pintor.